# Isocianuro

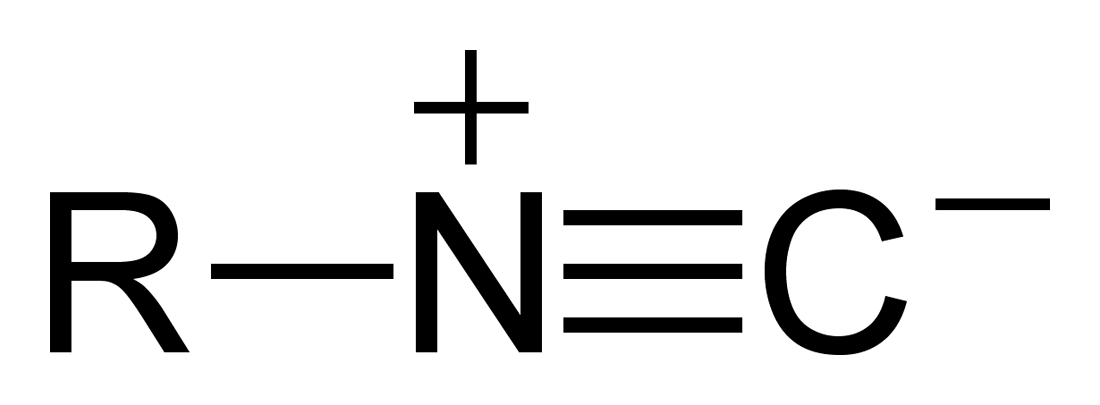
Estructura general de un isocianuro.

Un isocianuro (también llamado isonitrilo) es un compuesto orgánico con el grupo funcional R-N≡C. La funcionalidad CN se conecta al fragmento orgánico por medio del átomo de nitrógeno, no por medio del átomo de carbono como se encuentra en sus isómero nitrilos, que muestran la conectividad R-C≡N. De ahí el prefijo iso. Los átomos de nitrógeno y carbono se conectan por medio de un enlace triple con una carga formal positiva en el átomo de nitrógeno, y una carga formal negativa en el átomo de carbono.